# Hans Svane
 Der er flere personer med dette navn, se Hans Hansen.
Hans Svane (Svaning), født 27. marts 1606, død 26. juli 1668,
var professor ved Københavns Universitet fra 1635 og titulær ærkebiskop over Sjælland fra 1655 til sin død. Danmark har ikke siden haft nogen ærkebiskop.

## Opvækst og uddannelse
Svane blev født i Horsens, hvor hans fader, Hans Olufsen Riber (død 1615), var borgmester. Moderen, Anne (død 1637), var en datter af  den kongelige historieskriver Hans Svaning i Ribe, hvis navn dattersønnen fik, et navn, han, som flere i slægten, senere
forandrede til Svane, medens han dog stadig på latin kaldtes Svaningius.
Efter at have nydt undervisning i sin fødebys skole sendtes han 1620 til den kongelige skole i Sorø. Men da han efter omkring fem års skolegang her fik forskellige sygdomme, tog hans svoger, den udmærkede latiner og lærde teolog Christen Jensen, sognepræst i Vejle og senere kongelige hofprædikant (VIII,399), ham hjem til sig. Her kom han sig og gjorde under svogerens vejledning så god fremgang, at han 1626 kunne afgå til universitetet.
Efter vel bestået prøve blev han optaget i huset hos den daværende teologiske professor Jesper Rasmussen Brochmand, der var bekendt som en udmærket vejleder for de unge mennesker, der fandt et hjem hos ham.
Da Svane næst efter teologien med iver havde kastet sig over de østerlandske sprog, rejste han for
at opnå videre uddannelse i disse allerede 1628 til Franeker i
Friesland, hvor Sixtinus Amama, der havde et stort navn som
orientalist, da var professor. Da denne udmærkede lærer imidlertid døde efter to års forløb, drog Svane til Wittenberg, hvor han fik et hjem i den ansete teologiske professor Hülsemanns Hus.
I maj 1631 blev han kaldt hjem for at disputere for det kongelige rejsestipendium. Efter at have bestået prøven under Brochmands præsidium begav han sig samme år til Leiden, da krigens forstyrrelser ikke gjorde det rådeligt at gå til et af de lutherske universiteter
i Tyskland, hvortil stipendiet egentlig forpligtede ham.
Efter halvandet års ophold her rejste han 1633 til Oxford. Medens han her med flid benyttede Bodleian Library, fik han meddelelse hjemmefra, at han i september 1633 var beskikket til professor ved universitetet i de østerlandske sprog. For imidlertid at fuldende sin uddannelse heri drog han med kansler Christian Friis' samtykke først til Paris for at nyde godt af den berømte Gabriel Sionitas undervisning i arabisk.
Endelig, efter omkring syv års ophold i udlandet, kom han hjem og overtog 1635 sit professorat efter med berømmelse at have aflagt en offentlig prøve på sin kyndighed i de semitiske sprog. Kort efter tog han magistergraden. Som en af de yngre professorer beklædte han tillige i nogle år posten
som universitetets notarius eller sekretær.
1. september 1639 ægtede han Marie Fuiren, datter af afdøde dr. med. Jørgen Fuiren (V, 490) og Margrethe Fincke, hvis fader var den berømte gamle professor Thomas Fincke. Ved dette ægteskab blev Svane ikke blot besvogret med den tids akademiske
aristokrati, men fik også en betydelig formue.

## Professor ved det teologiske fakultet 1646
Efter i 10-11 år at have virket på den nævnte plads i det filosofiske fakultet, uden dog at gøre sig særlig bemærket, rykkede Svane 1646 op i det teologiske og blev samme år kreeret til dr. theol. af sin gamle velynder Jesper Brochmand, der nu var Sjællands biskop. Inden mange år skulle han komme til at indtage Brochmands plads; thi da dennes to efterfølgere døde efter få års embedsvirksomhed, befalede Frederik 3. 26. juni 1655 Roskilde Kapitel at sammenkalde alle Sjællands købstadpræster og foranstalte valg af en biskop. Valget faldt på Svane, som derpå af biskop Peder Winstrup i Lund indviedes til «Superintendent» i Sjællands stift. 

Det er i denne stilling, Svane har vundet et navn, der ikke vil glemmes i den danske historie, men ganske vist langt mere som politiker end som gejstlig tilsynsmand. Som teolog hørte han til den strengt ortodokse lutherske skole.
Som videnskabsmand er hans betydning omstridt. Thi vel har han i sin uhyre vidtløftige kommentar til profeten Daniel (2 store foliobind, 1654-1666) lagt en forbavsende erudition, lærdom for dagen; men dermed er vel også det meste sagt, der kan tjene til værkets berømmelse.

Hans reviderede udgave af Hans Poulsen Resens bibeloversættelse, almindelig kaldet "den Svaningske Bibel" (1647), kan heller ikke i nogen betydelig grad forøge hans anseelse, da de vigtigste forbedringer var foretaget af Resen selv, der indtil sin død var vedblevet med at rette i sin oversættelse. 

Desuden fik Svane en meget ubehagelig mindelse om, at han havde ladet det mangle på tilstrækkelig omhu ved korrekturen, da socinianeren
Stanislaus Lubienietz (X, 410) ved en religionsdisputats i København 1662 i Frederik 3.'s nærværelse påviste, at et af de vigtigste
skriftsteder, der plejede at føres i marken mod socinianerne, manglede i den nævnte bibeludgave.
At Svane derimod har været en taler af rang, hvad enten han førte ordet i det latinske eller det danske sprog, kan næppe bestrides. For latinens vedkommende kan henvises til hans «Laudatio funebris Christiani V, principis Daniæ» (over den "udvalgte prins" Christian, ældste søn af Christian 4., som døde før denne, 1648) og hans «Idea boni principis, oratio in Friderici III inauguratione» (1651). 

Hans dygtighed som dansk taler, om end efter vor smag vel meget i bedemandsstil, viste han ikke blot i sine ligtaler over fru Sidsel Lunge, Henrik Lindenovs, (1657) og Christen Skeel Albertsen (1661), men særlig under forhandlingerne på rigsdag i København 1660, hvor han kom til at spille en politisk rolle, der ikke er nået af nogen anden dansk biskop i det lutherske tidsrum, Ditlev Gothard Monrad alene undtagen.

## Den københavnske rigsdag 1660 og enevældens indførelse
Den københavnske rigsdags historie kan ikke fortælles her.
Kun hovedpunkterne af Svanes energiske og følgerige optræden kan
antydes.

5. august 1660 udgik en kongelig befaling til landets bisper
om i forbindelse med udvalgte af gejstligheden at møde i
København 8. september for at «fornemme og slutte paa, hvad vi til
Fædrelandets Sikkerhed og Bedste agte at lade foregive og proponere».

I henhold hertil indkaldte Svane præsterne i sit stift til at møde i
Roskilde 28. august for at træffe valg af deputerede.

De valgte
så fem af deres midte; men tallet indskrænkedes siden til to, nemlig
provsterne i Køge og Slagelse, Magister Christen Madsen Tausan og
Magister Peder Villadsen, hvilken sidste særlig blev Svane en duelig
medhjælper i udførelsen af de store planer, han i forbindelse med
borgmester Hans Nansen havde om en forandring i statsforfatningen,
hvorved adelens magt kunne blive indskrænket til bedste
for kongen og de uadelige stænder.
Det var Svane, som allerede
ved rigsdagens begyndelse foreslog, at kun medlemmer af rigsrådet
skulle være berettigede til forleninger, medens rigets øvrige
len skulle bortforpagtes til de højstbydende. Han erklærede sig på gejstlighedens vegne villig til at yde den af regeringen forlangte konsumtionsskat, når adelen også kom til at bære sin part af byrden.

Kongen lod ved sin
kammersekretær Christoffer Gabel antyde for Svane og Nansen, at det som det gjaldt om, var, at han kunne få fri hænder derved, at
hans håndfæstning blev kasseret og en arvelig regering indført.

Mod dette mål arbejdede Svane nu med den ham egne energi uden
at agte adelens modstand; gejstlighedens deputerede fulgte ham i
sluttet skare, ligesom borgerstanden fulgte Nansen.
Bispegården blev et vigtigt samlingssted for den lille kreds, der var indviet i
kongens planer, og ved Stændermøderne var Svane ved enhver lejlighed
den veltalende ordfører for de uadelige stænder, som han opildnede
til uforfærdet at holde fast ved deres krav på ligestilling
og at støtte kongens ønske om udvidelse af hans magt trods
rigsrådets og adelens modstand. 

Adelens forsøg på at indjage
præsterne frygt for, at de skulle miste deres tiender, når adelen
mistede sine forleninger, lykkedes det Svane ved provst Peder Villadsens
hjælp at afværge, og desuden opnåede han en udvidet fuldmagt
fra dem til i alle henseender at handle og vedtage på deres
vegne, hvad han anså for at være til kongens bedste og
fædrelandets tarv. 

For øvrigt var Svane sjælen i de hemmelige
forhandlinger, som ved siden af stændermøderne førtes med hoffet, og
som i virkeligheden blev det egentlig afgørende. Mellem slottet
og bispegården færdedes Gabel idelig, og på sidstnævnte sted
oplagde de i kongens planer indviede rigsdagsmænd de råd,
der skulle bestemme rigernes statsforfatning for en lang fremtid.

8. oktober var alt så vidt forberedt, at minen kunne springe, idet
de uadelige stænder efter Svanes forslag vedtog «at tilbyde Hs. Majestæt
Kronen som en Arvekrone».
Et par af borgerskabet overbragte
rigshofmester Joachim Gersdorff denne beslutning, der vakte
den største bestyrtelse blandt adelen. Da denne stands repræsentanter
imidlertid ikke ville slutte sig dertil, henvendte de uadelige
stænder sig, med Svane som ordfører, 10. oktober umiddelbart til kongen
og overleverede ham det til rigsrådet indgivne forslag. 

Under et voldsomt tryk på adelen bragte de følgende dage den sag
sejr, hvis talsmand Svane havde været. Rigsrådet og adelen måtte
give efter. 

Da stænderne 13. oktober samledes på slottet, var Svane
den af ordførerne, hvis tale især gav mødet dets præg, idet
han i højtstemte udtryk takkede Gud for den opnåede enighed
og lykønskede kongen, dronningen og kongehuset til arverettens
erhvervelse, hvortil han fik hele forsamlingen til at svare Amen.
I de følgende dages forhandlinger, der førte til håndfæstningens
kassation og enevældens indførelse, hævdede Svane den anskuelse,
at med forbehold af rigets udelelighed og bevarelsen af
den lutherske konfession skulle alt andet uden indskrænkning
overlades til kongens fri bestemmelse. 

Når man dog tillod sig at
udtale den underdanige formodning, at Hs. Majestæt «lader
formere en reces, således, som det kan være ham, Riget og enhver
Stand især til Gavn og det gemene bedste», så var udtrykkene,
sikkert ved Svanes indflydelse, holdt så svævende, at de ikke i nogen
betydelig grad kunne hindre kongens og hofpartiets tragten efter
en større magtfylde end den, som rigsdagens medlemmer havde
tænkt sig. 

I den tale, som kansler Peder Reedtz ved den højtidelige
arvehylding 18. oktober havde det hverv at oplæse for stænderne,
var udtrykket «Reces», der kunne tyde på en konstitutionel
forfatning, da også ombyttet med «Regeringsform».
Et meget langt tidsrum af Danmarks forfatningshistorie var nu
afsluttet, og en ny tid var oprundet. Fraregnet selve kongen og
dronningen havde næppe nogen bidraget mere til opnåelsen af
dette resultat af den københavnske rigsdag end biskop Svane. 

Selv har han dog måske ikke anet, at omslaget skulle blive så
gennemgribende, som det blev. Dog vidste han snart at finde sig til
rette i de ny forhold. Han var en biskop, der passede godt til
den absolutte kongevælde. Lønnen for hans virksomhed i denne
sag udeblev da heller ikke.

## Svanes indsats under rigsdagen belønnes af kongen, og han får titel af ærkebiskop
Allerede tidligere havde Frederik 3. vist Svane sin gunst ved at
tillægge ham et kanonikat i Roskilde (1658) og skænke ham
Ebberød gård og mølle i Birkerød sogn (1659), ligesom kongen for
at bøde på de tab, Svane havde lidt under krigen, da svenskerne
havde huseret ilde i Brønshøj, hvilket præstekalds indtægter var
tillagt Sjællands biskop, i juni 1660 havde bevilget, at Svane måtte
«nyde og beholde de bygninger og hytter, der findes i den svenske
lejr på Brønshøj kirkes og præstegårds grund, eftersom kirken
skal være brøstfældig og præstegården ganske nedbrudt».
Efter rigsdagen flød gaverne endnu rigeligere. Foruden en større
pengesum og en karet (et køretøj, som næppe nogen dansk biskop
før havde besiddet) skænkede kongen ham Svendstrup hovedgård
og gods ved Ringsted og udnævnte ham til kongelig råd, medlem
af Statskollegiet og assessor i Højesteret samt tillagde ham titel
af ærkebiskop, hvortil senere (1665) kom, at Svane udnævntes til
præsident i det akademiske konsistorium, en stilling, ingen før
eller efter ham har beklædt, og som gav ham rang og sæde over
rector magnificus. 

Da Svane 1661 fulgte Prins Christian på hans
hyldingsrejse til Norge, gav dette anledning til, at han ved køb
fra kronen (faktisk vistnok ved kongelig gave) erhvervede godset
Bro eller Broland i Søndfjord i Bergens stift, senere kaldet Svanø
efter dets ny besidder. I 1666 fik han desuden Farumgaard i Farum.
Svane var således – og ikke mindst i egne tanker – blevet
en stormand. Universitetets professorer fik det at mærke, og de
synes at have haft nogen vanskelighed ved at finde sig til rette
i de ny forhold, da ærkebiskoppen forlangte at der blev taget hensyn
til hans person, som man ikke var vant til. Efter at være
blevet konsistoriets præsident anså Svane det ikke stemmende med
sin værdighed at indfinde sig i professorernes forsamling; alt
skulle dog gå efter hans hoved. At der på den måde kunne
opstå ubehagelige rivninger, er let at forstå.
Man har sagt, vel nok med nogen overdrivelse, at Rasmus Vinding var den eneste
professor, Svane stod på en god fod med; men faktisk havde han
dog også strid med denne. Allerede inden Svane var kommet så
højt til vejrs, som han senere kom, havde han 1659-1660 haft en
langvarig og bitter strid med professorerne i almindelighed og
dr. Christen Ostenfeld (XII, 464) i særdeleshed angående et par sager, som i og for sig ikke var af stor betydning, men dog
behandledes som hovedsager. Den ene angik besættelsen af
degneembedet i universitetets patronatskald Tårnby, den anden drejede
sig om udbetalingen af det legat til universitetet, biskoppens
svoger dr. Henrik Fuiren (V, 488) havde stiftet. 

Disse stridigheder førtes med en sådan påståelighed fra begge sider, at
kongen måtte lægge sig imellem for i det mindste at få en ydre
fred tilvejebragt. At Svane imidlertid, som forholdene var, måtte
gå af med sejren, var omtrent en selvfølge.
At en biskop, der som Svane var kongelig råd samt medlem af
Statskollegiet og Højesteret, ikke kunne få megen tid til at tage
sig af det ham påhvilende kirkelige tilsyn, kan ikke forundre
nogen. Sommeren synes han til dels at have tilbragt på sit
lyststed Ebberødgård, da det berettes, at han oftere holdt
præsteordination i Birkerød kirke.

Imidlertid er Svanes stilling til kirken
og præsterne ganske mærkbar. 
Ham skyldes stiftelsen (1659 og 1662) af den gejstlige enkekasse for Sjællands stift,
der har været en meget gavnlig foranstaltning.

Særlig opmærksomhed fortjener
hans plan om oprettelsen af et konsistorialkollegium, under hvilket
alle sager vedrørende kirke og universitet, skole- og fattigvæsen
samt legater skulle henlægges, altså hvad vi ville kalde et eget
ministerium eller departement for kirke- og undervisningsvæsen
samt tillige en gejstlig højesteret. 

Utvivlsomt har det været Svanes
tanke, at han selv skulle være præses for dette kollegium og
således blive ærkebiskop ikke blot af navn, men også af gavn;
for øvrigt kunne planen være god nok. Gennemført blev den
dog ikke. Vi har endnu Svanes udkast til en instruks for kollegiet
(Ny kirkehist. Saml. V, 239 ff.); men ved ikke, på hvilket
skær planen er strandet.
De kongelige privilegier, som 24. juni
1661 blev givet gejstligheden, må sikkert i alt væsentligt betragtes
som Svanes værk.

De sigter – selvfølgelig med underkastelse under
den absolutte kongemagt – til at skaffe kirken og gejstligheden
en vis selvstændighed og uafhængighed af de verdslige myndigheder
(lensmænd, fogeder osv.); men ikke alt, hvad der i disse
privilegier fremstilles som velgerninger mod præsterne, var det i
virkeligheden. 

Navnlig gør det et utiltalende indtryk, at det
betegnes som en «synderlig Nåde», at præsterne «må (dvs. skulle)
tilforhandle sig deres Præstegårdes Bygninger», medens det faktisk
var et skattepålæg på dem (om end mod erstatning af efterfølgeren
i kaldet), opfundet af Svane for at skaffe penge til at dække
over, at kongen under krigen havde forbrugt fattigvæsenets
kapitaler og legatmidler i København.

Der er noget hyklerisk i den
måde, hvorpå Svane her har ladet kongen være velgører mod
præsterne. Men det kan for øvrigt ikke nægtes, at privilegierne
indeholdt adskilligt, der i væsentlig grad har bidraget til at sikre den
danske præstestand tålelige kår i vanskelige tider.
Værre var det med forordningen af 24. april 1664, hvorved præsterne
på landet indtil videre gjordes til opkrævere af den ny
konsumtionsskat; thi derved blev de i egentlig forstand posekiggere, en
bestilling, der næsten med nødvendighed måtte gøre dem forhadte
af deres sognefolk og bevirke, at præstens besøg betragtedes
som en ubehagelig husundersøgelse, da han skulle holde regnskab
med enhver skæppe korn, der bragtes til mølle, ja endog
med de små kvantiteter, der i hjemmene maledes på håndkværn,
og kræve afgift deraf.
Har Svane ikke, for at lette skattens
indkrævning, selv givet anvisning på præsterne til denne forhadte
bestilling, så har han i ethvert tilfælde ikke gjort sådanne
modforestillinger, at denne nedværdigelse af standen kunne blive
afværget. 

Rosværdigt er det derimod, at han ved at forestille
kongen, at det ikke gik an at fylde det teologiske fakultet med
tyskere, fik et par sådanne bortsendt, efter at de allerede havde
indfundet sig i København. Han gjorde nemlig med god grund
gældende, at det ville være den sikreste vej til at berøve de
dygtigste danske teologer al lyst til fremskridt, når udsigten
til disse lærerstillinger var dem betaget.

## Vurdering af Svanes karakter
Skønt Svanes karakter ikke gør noget ublandet godt indtryk,
vil ingen dog kunne nægte, at han har været en betydelig
personlighed, vel egnet til at sætte store ting i værk.

Er han end
måske blevet beruset af den store medgang, har han dog også
haft tiltalende egenskaber. I alt fald tyder den mindetale,
professor Matthias Foss (V, 266) holdt over ham, derpå.
Thi, skønt Foss var noget besvogret med Svane, bærer adskillige af hans rosende
udtalelser om den afdøde biskop dog i den grad pålidelighedens
præg, at deres rigtighed næppe kan betvivles, selv om man
afskriver en del på «Elogens» konto. – (éloge:lovsang)

Dr. Christen Ostenfeld, der havde haft så skarp en strid med Svane, udstedte det akademiske
program over ham, og i det er selvfølgelig ethvert spor af
gammelt nag forsvundet.
Svane, der i sine sidste år havde lidt af nogle sygdomsanfald,
sad dog i højesteret dagen før sin død. Da budskabet om hans
bortgang (26. juli 1668) nåede Odense, sagde professor Jacob Bircherod:
«Jeg måtte nok tænke, at Manden ikke skulle leve
længe; thi den sidste Gang, for fem Uger siden, jeg besøgte ham i
København, var han så ydmyg, fryndlig og beleven, som jeg
aldrig havde set ham før at være.» 

Svane blev 62 år gammel. Ved hans jordefærd i Vor Frue Kirke var der,
som Jens Bircherod siger, «en stor Folketrænge» samlet.
Inden sin død havde Svane oprettet forskellige legater for trængende, og disse forøgedes af hans enke, ovennævnte Marie Fuiren
(død 1694). Deres søn Frederik Svane arvede Svendstrup gård og gods. Da han en gang havde forbrudt sig mod de strenge jagtlove ved at føre «en fuld Jagt» ind på den kongelige vildtbane, og det blev meldt til Christian 5., sagde Kongen: «Det har Hr. Svane Ret til; han er vor Jægermester», og lod straks et antedateret patent for ham som sådan udfærdige.
Svanø gods tilfaldt dr. Jens Foss, der var gift med bispens datter Anne Margrethe Svane. En anden datter, Søster Svane,  blev i andet ægteskab gift med dr. Hans Bagger (I, 424), Sjællands biskop 1675-1693.
Zwergius: Siellandske Clerisie S. 255 ff.
Engelstoft og J. Møller: Hist. Calender I.
Ny kirkehist. Saml. VI.
H. F. Rørdam.